# Ореджеріто оливковий
Ореджері́то оливковий (Pogonotriccus chapmani) — вид горобцеподібних птахів родини тиранових (Tyrannidae). Мешкає в регіоні Гвіанського нагір'я. Вид названий на честь американського орнітолога Френка Чепмена.

## Опис
Довжина птаха становить 11,5-12 см. Верхня частина тіла світло-оливково-зелена, тім'я темніше, сірувате. Над очима білі "брови". Скроні жовтуваті, поцятковані сірими плямами. Крила і хвіст темно-коричневі, пера мають охристі края.  На крилах дві охристі смужки. Підборіддя біле. Горло, груди і боки зеленувато-жовті, живіт лимонно-жовтий.

## Підвиди
Виділяють два підвиди:
- P. c. chapmani (Gilliard, 1940) — тепуї на півдні Венесуели (північний Амасонас, південний Болівар) та в сусідніх районах Гаяни і Бразилії;
- P. c. duidae (Phelps & Phelps Jr, 1951) — тепуї Серро-Дуїда[en] і Піку-да-Небліна (південна Венесуела, північна Бразилія).

## Поширення і екологія
Оливкові ореджеріто мешкають в тепуях на півдні Венесуели, а також в сусідніх районах Гвіани і Бразилії. Вони живуть у вологих гірських тропічних лісах. Зустрічаються на висоті від 1000 до 2000 м над рівнем моря.